# Incendie de King's Cross

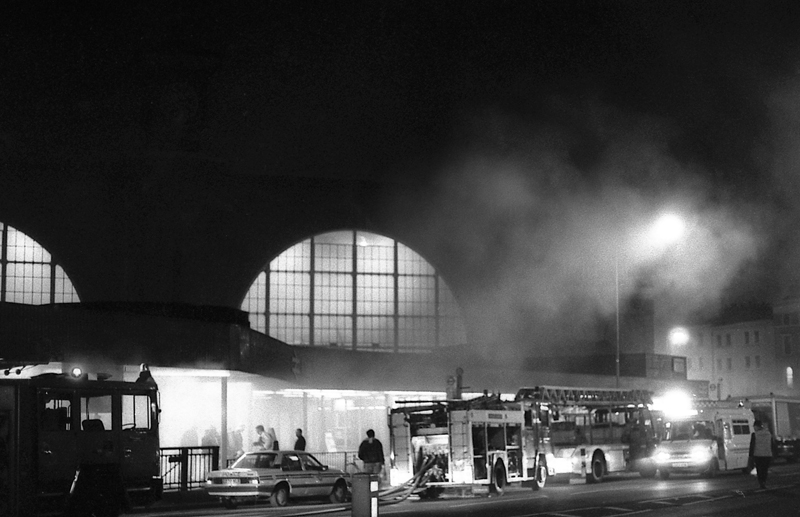
Les services de secours devant la station de métro de King's Cross

 (juin 2017).
L'incendie du métro de King's Cross à Londres est une catastrophe qui s'est déroulée le 18 novembre 1987 et a fait 31 morts. Cette importante station du Métro de Londres où quatre lignes se croisent à différentes profondeurs (Metropolitan line, Northern line, Piccadilly line et Victoria line) donne aussi correspondance avec les gares de King's Cross et Saint-Pancras. 

## Chronologie de l'événement
L'incendie se déclare vers 19 h 25 à la station King's Cross St. Pancras dans un escalier mécanique remontant des quais de la Piccadilly line. Les incendies sont monnaie courante dans ce métro (une dizaine par an) et le personnel de sécurité suit la procédure qui consiste à isoler l'escalator du flot des passagers, tenter d'éteindre l'incendie puis appeler les pompiers si l'extinction n'est pas effective.
Une dizaine de minutes après avoir détecté l'incendie, comme le feu prend de l'ampleur, une évacuation s'organise via les connexions entre les différentes lignes. Le personnel sur place - renforcé pour cause de menace terroriste - ne peut utiliser les moyens d'extinction disponibles.
Un quart d'heure seulement après l'appel des secours, les services d'incendie s'apprêtent à éteindre l'incendie qui ne semble s'être propagé qu'à quelques marches. Soudainement, un  embrasement généralisé éclair (flashover) se forme dans le boyau de l'escalator à la suite de ce qui sera décrit par la suite comme un effet tranchée. Une gerbe de flammes est expulsée vers la salle de guichets située au-dessus de l'escalator et où aboutissent les passagers continuant à affluer des autres lignes dont les conducteurs n'ont reçu aucune consigne. Les personnes présentes sont fortement brulées alors que les fumées intoxiquent ceux qui continuent à arriver dans le hall.
Les policiers qui organisent l'évacuation s'aperçoivent que le hall est enfumé et réorientent les passagers vers les convois, un brulé est toutefois en trop mauvais état et des policiers entreprennent de le sortir par un accès secondaire dont les grilles sont verrouillées. Un agent d'entretien viendra finalement les libérer.
L'incendie mobilisa 150 pompiers et quatorze ambulances. Outre les trente et une victimes décédées, on dénombra 19 blessés graves et quatre-vingts blessés plus légers durent tout de même être hospitalisés. L'une des victimes étant le capitaine des pompiers Colin Townsley, frappé par le flashover. Le feu ne sera finalement considéré comme éteint qu'à 1 h 36 le lendemain matin.
L'identification du dernier corps, celui d'Alexander Fallon, survint seulement le 22 janvier 2004.

## Causes de l'incendie
Si la violence et la rapidité de la gerbe de feu firent, a priori, penser à un attentat (le Royaume-Uni étant à l'époque sous la hantise de l'armée républicaine irlandaise), l'hypothèse fut rapidement écartée car les destructions dans la gaine de l'escalator n'étaient pas caractéristiques d'une déflagration forte. La piste de l'incendie restait la plus crédible. Des témoins affirmant avoir vu des lueurs entre les marches en bois, puis des flammèches traversant celles-ci quelques minutes avant que les pompiers ne soient appelés. 
L'enquête identifia de nombreux départs d'incendies localisés sous l'escalier roulant incriminé, ayant pu survenir sur une longue période vu la carrière de cet escalator, et la présence de plusieurs allumettes à proximité. Les experts ont fait l'hypothèse que — vu la longueur de l'escalator — les voyageurs qui « serrent à droite » pour laisser passer d'autres passagers plus pressés ont tendance à allumer leur cigarette dans l'escalator avant de sortir du métro. Ils estimèrent donc que la chute d'une allumette dans les interstices séparant les marches était la cause la plus probable de l'incendie. 
L'allumette aurait enflammé le mélange de graisse visqueuse et de détritus situé sous les marches, au niveau des chemins de roulement des roulettes sur lesquelles repose chaque marche de l'escalator. Cette graisse lourde aurait dû étouffer la petite flamme d'une allumette sans s'enflammer, mais les détritus (miettes, cheveux, poussières…) qui s'y collent sont susceptibles de former une couche inflammable capable de propager suffisamment la flamme de l'allumette pour que celle-ci échauffe la graisse de roulement au point d'y mettre le feu. Une reconstitution fut organisée sur un tronçon intact de l'escalator sinistré et confirmera cette hypothèse. En découleront le remplacement des marches d'escalators en bois par des modèles métalliques et le renforcement des mesures pour faire respecter l'interdiction de fumer dans le métro.
Cependant, un feu se propageant par combustion des matériaux inflammables d'un escalator à l'arrêt n'est pas a priori censé se propager à grande vitesse comme ce fut observé, ni a fortiori produire une boule de feu dans la salle d'arrivée supérieure. Les analyses ne révélèrent pas de présence d'accélérant et les déplacements d'air dus à l'effet piston des rames de métro qui transitent par la station est trop limité pour attiser fortement un incendie d'escalator. L'effet cheminée joua par contrôle un rôle déterminant. 

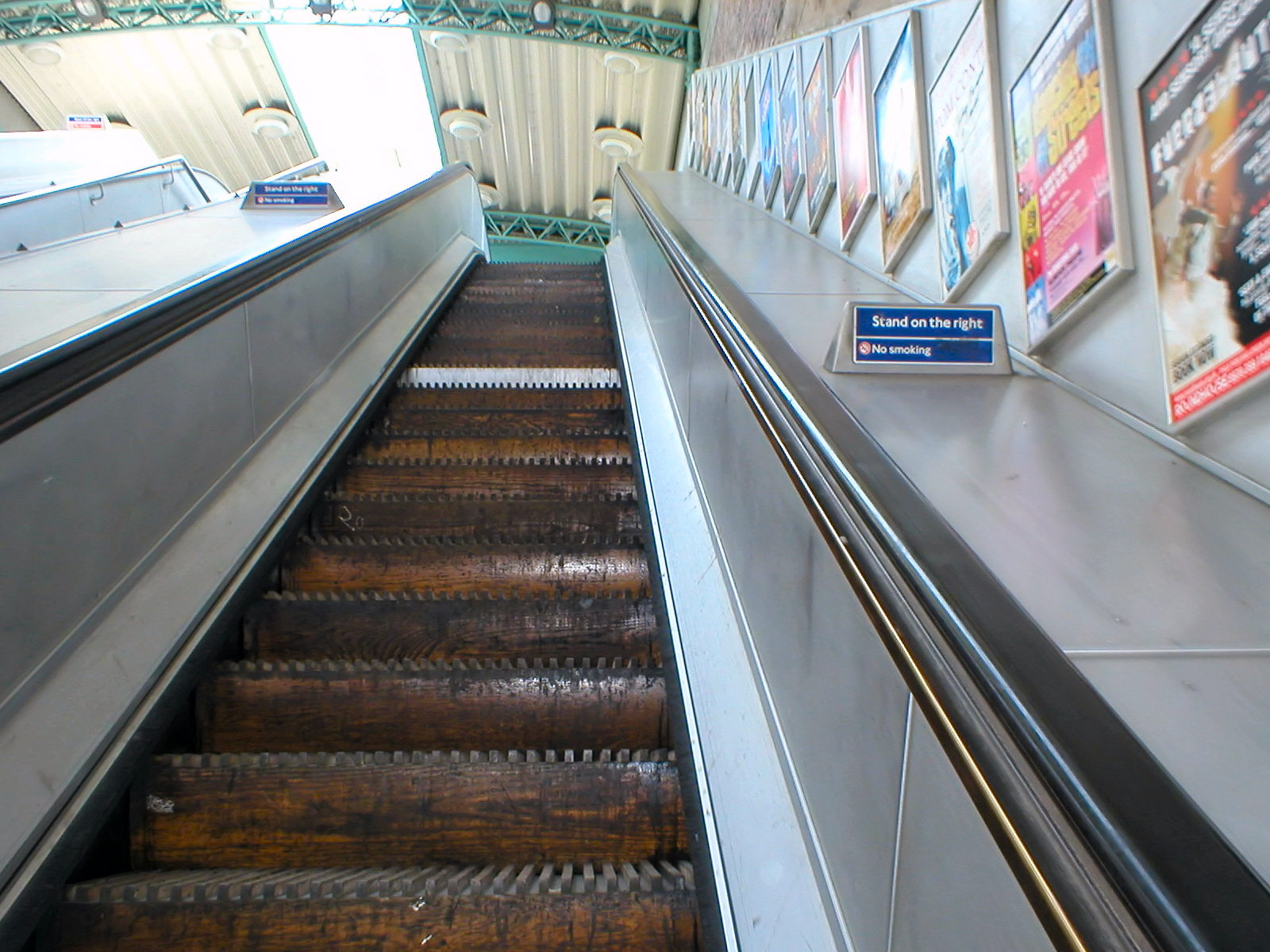
L'escalator aux marches de bois de la station Greenford, photographié en 2006, mis hors service le 10 mars 2014.

Après avoir écarté de nombreuses hypothèses, un modèle informatique de l'ensemble du boyau et des éléments constitutifs de l'escalator, confirmé ensuite par une reconstitution sur une maquette à l'échelle 1/3, mit en évidence qu'une fois l'incendie ayant atteint une certaine ampleur, se produit une rapide surchauffe des marches supérieures sur de nombreux mètres dû à des gaz de combustion surchauffés emprisonnés dans les coffres métalliques latéraux de l'escalator. Ces gaz piégés au niveau des marches plutôt qu'au plafond échauffent celle-ci et les graisses de roulement qui en deviennent d'autant plus inflammables. L'effet serait d'autant plus dévastateur sur un escalator avec des coffres en bois, ce qui n'était pas le cas à King's Cross. La propagation de l'incendie amplifie et accélère le phénomène, ce qui — pour un long escalator comme celui incriminé — produit une gerbe de flammes au moment où le feu atteint le haut de l'escalator. 
Cette propagation sera qualifiée d'effet tranchée et précipitera l'adaptation des dispositifs fixes d'extinction des boyaux d'escalators (jusque-là, il fallait descendre ou remonter depuis l'extrémité de l'escalier avec une lance mobile) ainsi que de système de communications améliorés (les ondes GSM ne passent pas dans la plupart de ces longs tunnels ni dans certains locaux souterrains). Le dernier escalator en bois du métro de Londres ne fut remplacé qu'en 2014 à la station de Greenford.

## Réouverture des installations

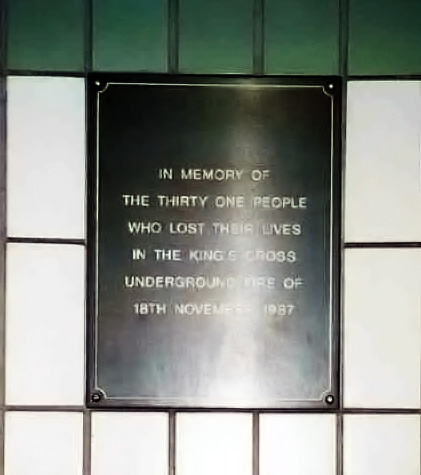
Mémorial au désastre, dans la station. Il signifie en anglais: « En mémoire des trente et une personnes qui perdirent leurs vies dans l'incendie de métro de King's Cross le 18 novembre 1987. »

Les installations de surface (gare du chemin de fer) et de faible profondeur (Metropolitan line) rouvrirent dès le lendemain.
Le hall des guichets desservant les trois lignes plus profondes fut progressivement rouvert au fil des semaines, avec l'accès à la Victoria line - qui était resté globalement intact - une semaine après l'incident. L'accès à la Picadilly line via les connexions internes à la station rouvrit dans la foulée alors que les rames de la Northern line traversèrent la station sans s'y arrêter durant quatre semaines. Jusqu'à la remise en service de l'escalator détruit, et tenant compte du nombre élevé de passagers transitant par la station, une circulation à sens unique fut instaurée durant les heures de pointe, avec les deux escalators en direction de la Victoria line opérant dans le sens du flux principal (vers le métro le matin, vers les trains le soir).

## Responsabilités
Si la négligence d'un fumeur est à l'origine de l'incendie, et si la méconnaissance de l'effet tranchée a induit en erreur ceux qui furent amenés à en évaluer la gravité, l'incendie de Kings Cross révéla de nombreux facteurs qui ont singulièrement aggravé le bilan de la catastrophe. 
Aussi, la direction du métro et des transports londoniens sera poussée à la démission après que la responsabilité de l'exploitant fut pointée. En effet, celui-ci fut accusé d'avoir sous-estimé le risque d'incendie, du fait qu'aucun incident mortel n'ait jamais eu lieu. S'il est interdit de fumer dans le métro de Londres depuis février 1985 et l'incendie d'Oxford Circus (juillet 1984 à l'intérieur des rames), la consigne était de tenter d'éteindre les incendies avec les moyens disponibles avant d'appeler les secours si la situation ne pouvait être sous contrôle, ce que du personnel insuffisamment formé n'était pas en mesure d'évaluer correctement. Les plans d'évacuation et les procédures d'adaptation du trafic faisaient défaut, causant des victimes secondaires intoxiquées par la fumée à leur arrivée dans le hall des guichets depuis d'autres escalators.